# Oligoria maculata
Oligoria maculata är en fjärilsart som beskrevs av Edwards 1865. Oligoria maculata ingår i släktet Oligoria och familjen tjockhuvuden. Inga underarter finns listade i Catalogue of Life.

## Bildgalleri

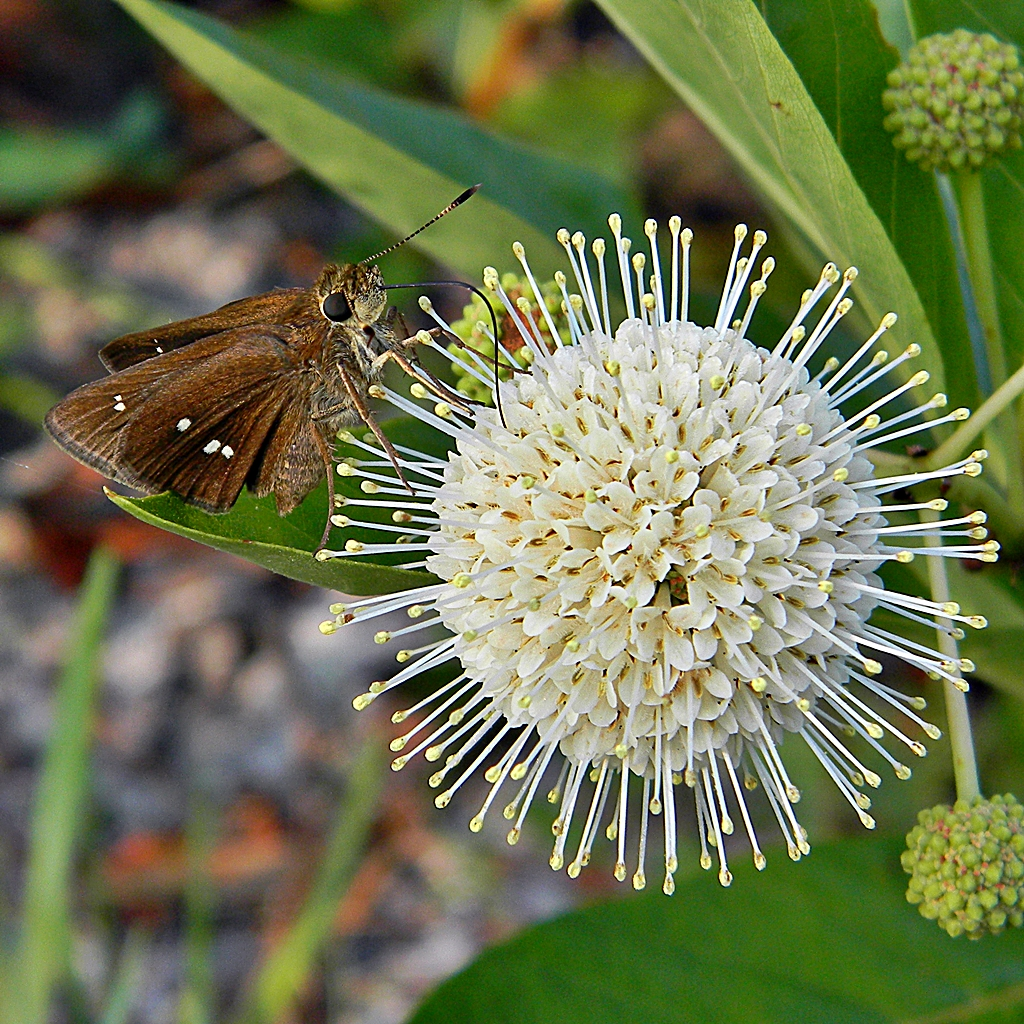
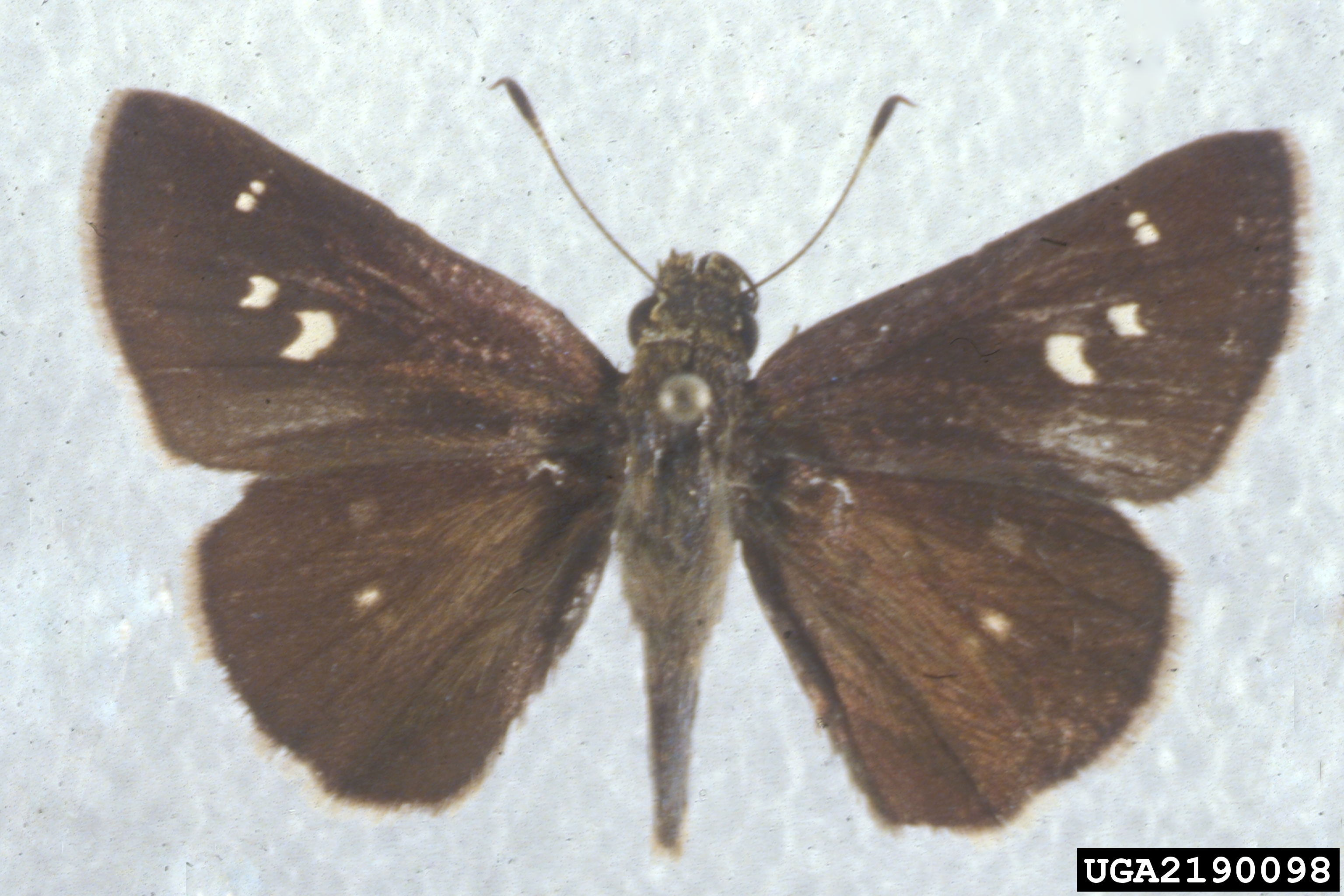